# Notte vera
Notte vera è un singolo del rapper italiano Nesli, pubblicato il 4 giugno 2010 come primo estratto dal quinto album in studio L'amore è qui.

## Antefatti
Prima della pubblicazione del brano, prodotto da Nesli assieme a Matteo Cantaluppi e Filippo Fornaciari, l'artista ha chiesto ai propri fan sulla sua pagina ufficiale Facebook di indovinare il titolo del brano, ricevendo centinaia di commenti. Alla fine è stato lo stesso cantante ad annunciare il titolo del singolo e la sua data di uscita.

## Video musicale
Il videoclip, per la regia di Luca Tartaglia ed è stato reso disponibile il 23 maggio 2010 attraverso il canale YouTube dell'artista, il quale lo ha presentato attraverso la seguente dichiarazione del 3 giugno: 

## Tracce
1. Notte vera – 3:18